# Faith Whittlesey
Faith Whittlesey (Jersey City, 21. veljače 1939. – Washington, 21. svibnja 2018.), američka političarka, pravnica i jedna od savjetnica predsjednika Ronalda Reagana, članica Republikanske stranke. Bila je američkom veleposlanicom u Švicarskoj. Njezinom zaslugom Reagan je u Bijeloj kući prvi među američkim predsjednicima ugostio članove pro-life pokreta, čije je vrijednosti Reagan i sam zastupao. 
Rođena je u katoličkoj irskoj obitelji u New Jerseyu,. Diplomirala je pravo na Sveučilištu u Pennsylvaniji. Bila je zastupnicom u Zastupničkom domu Pennsylvanije, veleposlanica u Švicarskoj, nakon čega je postala Reaganom savjetnicom za vanjsku politiku, u kojoj se istaknula podržavanjem antikomunističkih skupina u srednjeameričkim državama, poput Contrasa u Nikaragvi. Za mandata Busha mlađeg nakratko se vratila u diplomaciju pri Ujedinjenim narodima. Nakon politike bavila se odvjetništvom te pisala za Financial Times i Huffington Post. Bila je oženjena i imala troje djece te desetero unučadi. Bila je obrazovana pijanistica. Umrla je od raka.